# Edi Hrnic
Edi Hrnic, född 26 december 2003, är en dansk taekwondoutövare. 

## Karriär
I maj 2022 vid EM i Manchester tog Hrnic silver i 80 kg-klassen efter en finalförlust mot italienske Simone Alessio. I juni 2023 vid europeiska spelen i Kraków-Małopolska tog han guld i 80 kg-klassen efter att ha besegrat norske Richard Ordemann i finalen.
Vid OS 2024 i Paris tog Hrnic brons i 80 kg-klassen.